# Pan de la Mota

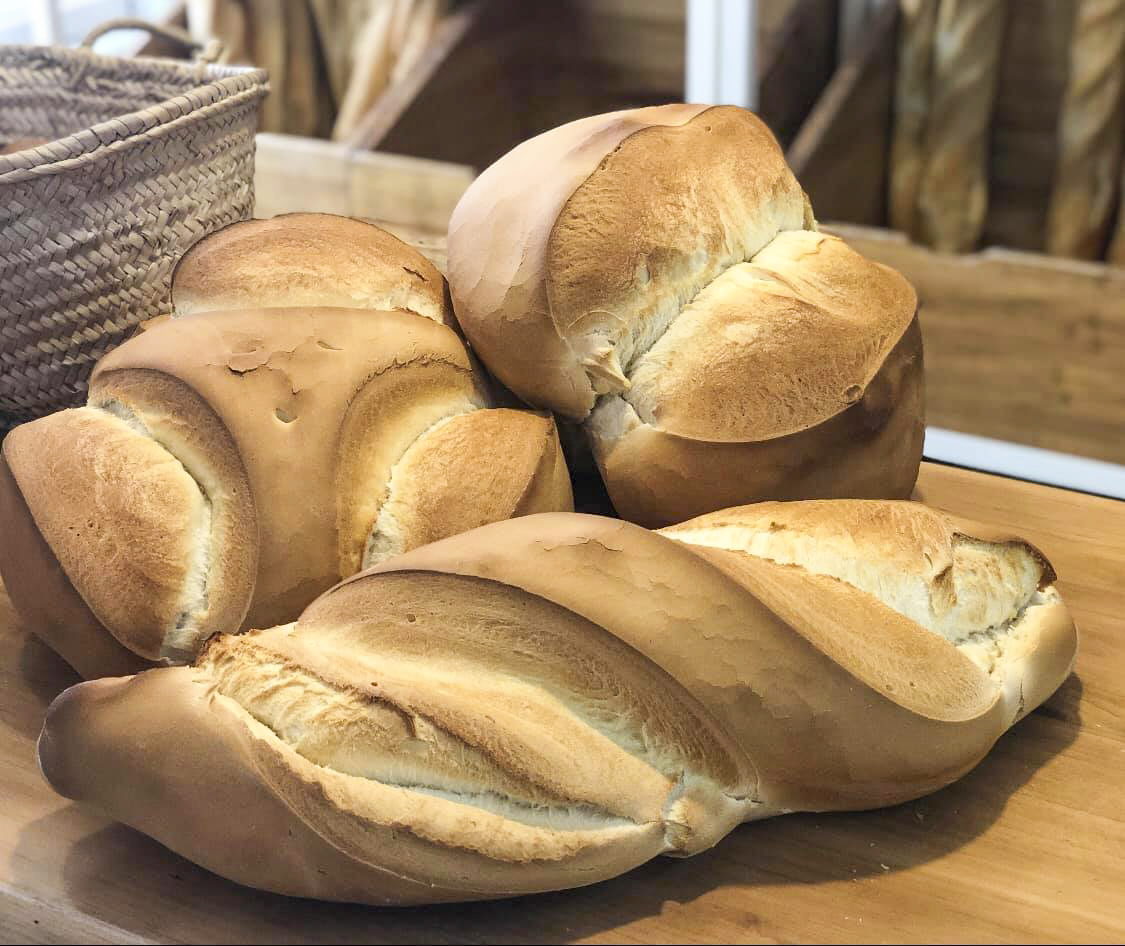
Panes de la Mota.

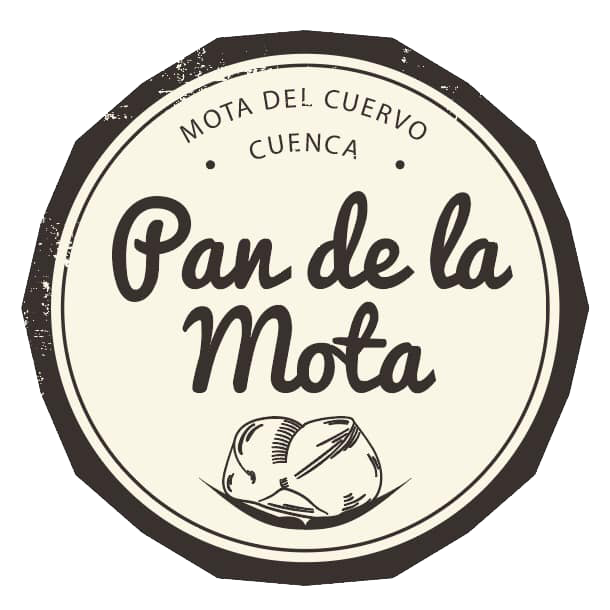
Logotipo de la marca registrada en 2021

El Pan de la Mota es el pan candeal tradicional de Mota del Cuervo, localidad en la provincia de Cuenca, España. Su elaboración es artesanal, de amasado a mano y sin fermentación controlada, que suele cocerse en horno de leña. Contiene harina, agua, sal, masa madre y levadura. El pan de la Mota es de una miga esponjosa, compacta, corteza fina y dorada mate, y sabor y aroma a pan de leña. Por sus características, es un pan duradero, es decir, puede permanecer tierno por varios días.

## Origen
Mota del Cuervo es una población de unos 6 mil habitantes que se encuentra a medio camino entre Madrid y el área del Levante, por lo que históricamente ha sido un paso obligado para viajar desde la capital hasta Valencia, Murcia o Alicante. Uno de los productos agrícolas más producidos en esta villa es el trigo, de manera que en sus alrededores se pueden encontrar varios de los tradicionales molinos de viento de La Mancha, como el Molino El Zurdo, uno de los más antiguos. Los panaderos de Mota han sabido elevar su tradición, usando variedades de trigo local, hasta convertir el pan de la Mota en uno de los emblemas de esta localidad manchega.
En 2021, el Ayuntamiento de Mota del Cuervo inscribió la marca «Pan de la Mota» en el Registro de Patentes y Marcas para proteger y promocionar la cultura panadera de la villa. Ese mismo año se presentó en FITUR.